# San Matías Petacaltepec
San Matías Petacaltepec är en ort i Mexiko.   Den ligger i kommunen San Carlos Yautepec och delstaten Oaxaca, i den sydöstra delen av landet, 500 km sydost om huvudstaden Mexico City. San Matías Petacaltepec ligger 1 518 meter över havet och antalet invånare är 696.
Terrängen runt San Matías Petacaltepec är kuperad åt nordost, men åt sydväst är den bergig. Runt San Matías Petacaltepec är det mycket glesbefolkat, med 4 invånare per kvadratkilometer. Närmaste större samhälle är Santa María Zapotitlán, 6,3 km sydost om San Matías Petacaltepec. I omgivningarna runt San Matías Petacaltepec växer huvudsakligen savannskog.